# 托马斯贝格
托马斯贝格是奥地利下奥地利州诺因基兴县的一个市镇。总面积28.97平方公里，总人口1243人，人口密度42.9人/平方公里（2005年）。